# Way Nipah
Way Nipah is een bestuurslaag in het regentschap Tanggamus van de provincie Lampung, Indonesië. Way Nipah telt 1465 inwoners (volkstelling 2010).